# Andrei Rekechinski
Andrei Rekechinski (Volgogrado, 7 de janeiro de 1981) é um jogador de polo aquático russo, medalhista olímpico.

## Carreira
Andrei Rekechinski fez parte do elenco medalha de prata de Sydney 2000, e bronze em Atenas 2004.